# Atletismo nos Jogos Olímpicos de Verão de 1900 - 200 m com barreiras masculino
A competição dos 200 metros com barreiras masculino fez parte do programa do atletismo nos Jogos Olímpicos de Verão de 1900. Aconteceu no dia 16 de julho. 11 atletas de cinco países competiram.

## Medalhistas
| Ouro   | USA Alvin Kraenzlein |
| Prata  | IND Norman Pritchard |
| Bronze | USA Walter Tewksbury |

## Resultados

### Eliminatórias
Eliminatória 1
| Pos. | Atleta                | Tempo        |
| ---- | --------------------- | ------------ |
| 1    | USA Alvin Kraenzlein  | 27.0 s       |
| 2    | FRA Eugène Choisel    | Desconhecido |
| 3    | USA Frederick Moloney | Desconhecido |
| 4    | USA William Remington | Desconhecido |
| 5    | GER Gustav Rau        | Desconhecido |

Eliminatória 2
| Pos. | Atleta               | Tempo        |
| ---- | -------------------- | ------------ |
| 1    | IND Norman Pritchard | 26.8 s       |
| 2    | USA Walter Tewksbury | Desconhecido |
| 3    | USA Thaddeus McClain | Desconhecido |
| 4    | FRA Henri Tauzin     | Desconhecido |
| 5    | USA William Lewis    | Desconhecido |
| 6    | HUN Zoltán Speidl    | Desconhecido |

### Final
| Pos. | Atleta               | Tempo        |
| ---- | -------------------- | ------------ |
|      | USA Alvin Kraenzlein | 25.4 s       |
|      | IND Norman Pritchard | 26.6 s       |
|      | USA Walter Tewksbury | Desconhecido |
| 4    | FRA Eugène Choisel   | Desconhecido |